# Cyanoramphus hochstetteri
Cyanoramphus hochstetteri là một loài chim trong họ Psittacidae.